# Longo século XIX

A Era das Revoluções (1962), obra em que Eric Hobsbawm populariza o conceito de "longo século XIX".

Longo século XIX é um conceito historiográfico utilizado para o período de 125 anos compreendido entre o início da Revolução Francesa, em 1789, e a eclosão da Primeira Guerra Mundial, em 1914. Foi cunhado pelo escritor soviético Ilya Ehrenburg e, mais tarde, popularizado pelo historiador britânico Eric Hobsbawm.

## Conceito
O termo se refere à noção de que o período reflete uma progressão de ideias que são características de uma compreensão do século XIX na Europa. O conceito é uma adaptação da noção de Fernand Braudel, de 1949, de um "longo século XVI" (le long seizième siècle), entre 1450 e 1640, e uma categoria reconhecida de história literária, embora um período frequentemente definido de forma ampla e diversa por diferentes estudiosos.
Hobsbawm expõe sua análise sobre o século XIX em A Era das Revoluções: 1789-1848 (1962), A Era do Capital: 1848-1875 (1975) e A Era dos Impérios: 1875-1914 (1987). O historiador começa seu “longo século XIX” com a Revolução Francesa, que buscou estabelecer uma cidadania universal e igualitária na França, e termina com a eclosão da Primeira Guerra Mundial, após a conclusão da qual, em 1918, o duradouro equilíbrio de poder europeu do século XIX propriamente dito (1801–1900) foi eliminado.
Em uma sequência da trilogia acima mencionada, A Era dos Extremos: 1914-1991 (1994), Hobsbawm detalha o “curto século XX”, começando com a Primeira Guerra Mundial e terminando com a dissolução da União Soviética, entre 1914 e 1991.